# The Lone Hand (Magazin)

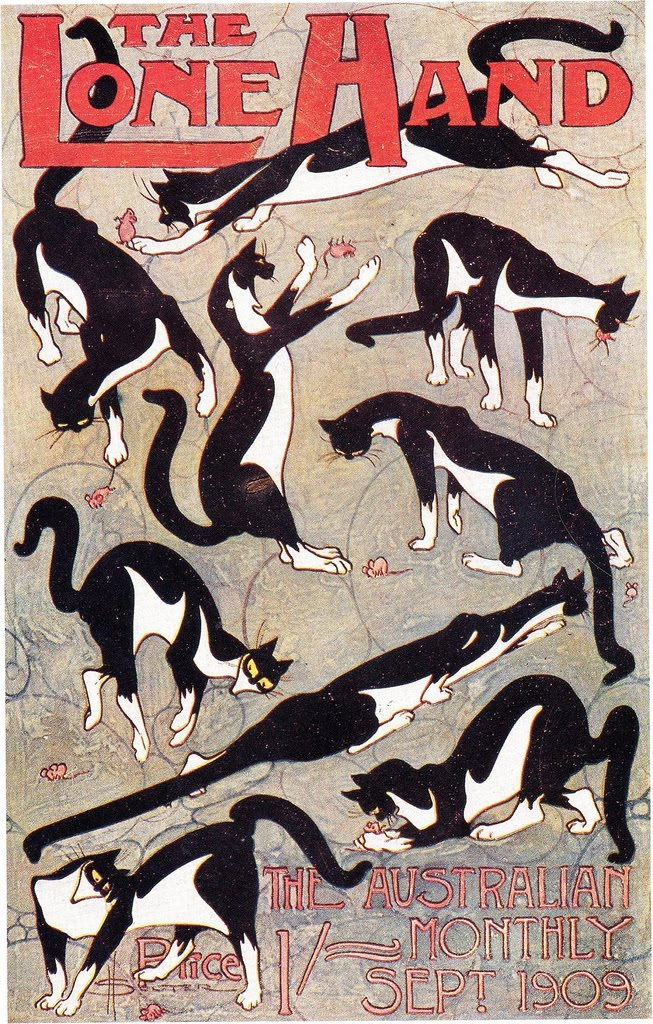
Cover des Magazins vom September 1909

Der The Lone Hand war ein in Australien monatlich erscheinendes illustriertes Magazin für Literatur und Gedichte.

## Geschichte
The Lone Hand wurde im Frühjahr 1907 von Jules François Archibald und Frank Fox gegründet und im Mai 1907 erstmals herausgegeben. Das Magazin sollte den literarischen Bereich abdecken, den das Magazin The Bulletin offen gelassen hatte. Das Format des Magazins lehnte sich zunächst an das britische The Strand Magazine an, doch Archibald wollte Klarheit und Kürze der Artikel, sodass sich die Ausgaben schnell vom englischen Vorbild unterschieden. Ähnlich wie in The Bulletin fand die rassistische Politik des „Weißen Australiens“ auch in The Lone Hand ihren Niederschlag.
In den Anfangsjahren des Magazins wurden die Leser zu Beiträgen ermutigt. Als Anreiz dafür gab es Geldpreise für die Bereiche Belletristik, Poesie und Fotografie. Auch gab es Preise für Leser, die die meisten Fehler in den Artikeln und Anzeigen fanden. Die ersten Ausgaben des Magazins waren sehr erfolgreich, doch bis 1909 gingen die Auflagen und die Werbeeinnahmen deutlich zurück. Nachdem Archibald sich als Editor nur für ein Jahr hielt und Frank Fox sich für zwei Jahre halten konnte, folgte im Mai 1909 A. H. Adams als Herausgeber. Er änderte das Format des Magazins und ersetzte viele Rubriken durch eine, die explizit Frauen ansprechen sollte. Die Auflage stieg und die Anzeigen verdoppelte sich innerhalb von zwölf Monaten. Doch langfristig hatte das Blatt Schwierigkeiten, sich gegen die Konkurrenz durchzusetzen. Auch eine Preissenkung auf sechs Pence im Jahr 1910 konnte nicht verhindern, dass die Auflage zum Ende des Jahres 1911 weiter sank.
Im Januar 1912 wurde Bertram Stevens neuer Herausgeber des Lone Hand. Er gab den Frauenthemen mehr Raum und gleichzeitig litt das Blatt unter einem Mangel an neuen Autoren. 1914 zog das Bulletin seine Unterstützung für The Lone Hand zurück und Stevens war gezwungen, mit dem Blatt als unabhängiges Unternehmen zu arbeiten. Papierknappheit während des Ersten Weltkriegs und eine weiter sinkende Auflage setzten dem Unternehmen zu. Bis 1917 bestand das Magazin zu einem großen Teil nur aus nachgedruckten Artikeln. Nach einem Eigentümerwechsel wurde das Magazin im Februar 1919 neu formatiert und bekam im Juli mit Walter Jago einen neuen Herausgeber. Auch Jago konnte das Blatt auf Dauer nicht mehr retten. Nach einer weiteren Preiserhöhung sank die Auflage auf ein wirtschaftlich nicht mehr zu vertretendes Maß, sodass The Lone Hand im Februar 1921 schließlich eingestellt wurde.

## Herausgeber des Magazins
- 1907 Jules François Archibald
- 1907–1909 – Frank Fox
- 1909–1911 – A. H. Adams
- 1912–1919 – Bertram Stevens
- 1919–1928 – Walter Jago

Quelle: AustLit